# El shooq
El shooq è un film del 2011 diretto da Khaled El Hagar.
Questo film è il vincitore dell'edizione del Cairo International Film Festival del 2011, ed era stato selezionato per rappresentare l'Egitto agli Oscar. El shooq (letteralmente: Lussuria) è stato scelto come film d'apertura della ventiduesima edizione del Festival del cinema africano, d'Asia e America Latina di Milano.

## Trama
Alessandria d'Egitto, giorni nostri. Le vite dei poveri abitanti di un vicolo periferico si intrecciano a quella di Fatma, madre di famiglia e veggente: a suo dire, le sue capacità profetiche di leggere i fondi del caffè derivano dai demoni che possiedono il suo corpo, e che a volte le causano attacchi di violenza contro i suoi familiari e contro se stessa. A causa della sbadataggine delle due figlie femmine, si aggrava una banale malattia del figlio più piccolo di Fatma; le cure sono molto costose, ma la donna è troppo orgogliosa per chiedere soldi ai parenti da cui è scappata anni prima. Fatma si reca al Cairo, e inizia chiedere l'elemosina di nascosto ai suoi vicini e alla sua famiglia, mettendo da parte i soldi necessari alle cure del bambino: ma quando torna, il bambino è già morto.
Fatma decide di dare alle figlie una vita migliore, e continua la sua vita segreta da mendicante. Con i soldi guadagnati, inizia ad aiutare i vicini del vicolo nelle loro piccole e grandi spese, sia per guadagnarsi il loro rispetto, sia per avere 
qualcosa con cui ricattarli, se dovessero scoprire ciò che la donna va a fare al Cairo. Fatma diventa sempre più possessiva nei confronti delle figlie, tanto da mandare in fumo il matrimonio di una delle due, innamorata di un ragazzo onesto ma povero. 
Mentre Fatma continua ad arricchirsi con l'elemosina, le due figlie le si rivoltano contro, furiose per il suo atteggiamento e insospettite dalla quantità di denaro che la madre possiede; per vendetta, iniziano a prostituirsi, senza che nessuno dei vicini intervenga per impedirlo, troppo spaventati da quello che Fatma potrebbe fare loro.
Intanto, al Cairo, la donna viene riconosciuta da un ragazzo del vicolo: Fatma fugge via, recupera il denaro messo da parte, e torna a casa. Le due figlie affrontano la madre, e la verità viene a galla: Fatma ammette di aver elemosinato i soldi guadagnati, e le due figlie di essersi vendute per scappare da lei. Fatma è preda di uno degli attacchi dei suoi demoni, e inizia a sbattere con violenza la testa contro il muro: né le figlie, né i vicini fanno niente per fermarla, come invece facevano in passato, e la donna continua fino ad uccidersi.
Il giorno successivo, le due figlie lasciano il vicolo, portando con sé i soldi della madre con cui ricominciare una nuova vita altrove.

## Accoglienza
Il film uscì nelle sale poco prima dell'ondata di proteste popolari che investirono molti stati del Nord Africa nel 2011: venne visto dalla critica come un film profetico, che annunciava un vicino rinnovamento politico e culturale.
Lo stesso regista ammise che il personaggio di Fatma potesse essere letto come una metafora dell'Egitto stesso, portato all'autodistruzione dai propri mostri interiori, desideroso di ottenere fama e potere a spese dei propri valori; il finale doveva lasciare la speranza di una possibile rinascita, affidata ai personaggi delle due figlie pronte a cominciare una nuova vita.

## Riconoscimenti
- 2010 - Cairo International Film Festival
  - Piramide d'oro